# Wojciech Weiss
Wojciech Weiss (Leorda, 4 maggio 1875 – Cracovia, 7 dicembre 1950) è stato un pittore e disegnatore polacco, esponente della corrente artistica della Giovane Polonia.

## Biografia
Nato a Leorda (nell'attuale Romania) da una famiglia polacca in esilio, abbandonò presto gli studi musicali per potersi iscrivere all'Accademia di Belle Arti di Cracovia (della quale divenne in seguito professore e rettore) dove seguì gli insegnamenti di Leon Wyczółkowski. Completati gli studi viaggiò l'Europa per perfezionarsi, soggiornando a Roma, Firenze e Parigi.
Nel suo percorso artistico ha abbracciato vari stili e correnti; dopo una parentesi espressionista, dal 1905 il suo interesse si è volto verso il Colorismo. È in seguito diventato uno dei primi disegnatori di manifesti Art Nouveau in Polonia. 
Weiss è morto nel 1950 a Cracovia; molte sue opere sono oggi esposte nei musei Nazionali di Poznań, Varsavia e Cracovia